# Grand Prix Chiasso
Der Grand Prix Chiasso war ein Schweizer Straßenradrennen.
Der Grand Prix Chiasso ist ein Eintagesrennen, das in der Umgebung von Chiasso beheimatet ist. Es wurde 1995 zum ersten Mal ausgetragen und findet jährlich Ende Februar oder Anfang März statt. Das Rennen zählt zur UCI Europe Tour und ist in die Kategorie 1.1 eingestuft. Rekordsieger ist Giuliano Figueras, der das Rennen bereits zweimal für sich entscheiden konnte.

## Siegerliste
| - 2007 Pawel Brutt - 2006 Remmert Wielinga - 2005 Kim Kirchen - 2004 Franco Pellizotti | - 2003 Giuliano Figueras - 2002 Rubens Bertogliati - 2001 Davide Rebellin - 2000 Giuliano Figueras - 1999 Romāns Vainšteins | - 1998 Gianluca Bortolami - 1997 Serhij Uschakow - 1996 Federico Profetti - 1995 Beat Huber |